# Conus muriculatus
Conus muriculatus é uma espécie de gastrópode do gênero Conus, pertencente à família Conidae.

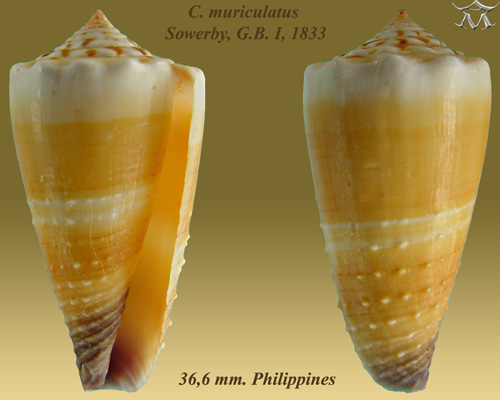
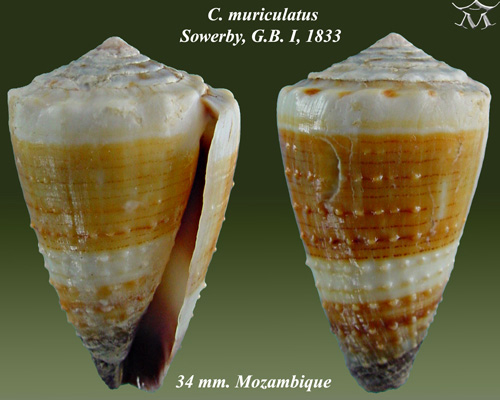